# Sherrills Ford (Carolina del Norte)
Sherrills Ford es un lugar designado por el censo ubicado en el condado de Catawba en el estado estadounidense de Carolina del Norte. La localidad en el año 2000, tenía una población de 941 habitantes en una superficie de 20.2 km², con una densidad poblacional de 46.7 personas por km².

## Geografía
Sherrills Ford se encuentra ubicado en las coordenadas 35°37′19.12″N 80°59′14.28″O / 35.6219778, -80.9873000. Según la Oficina del Censo, la localidad tiene un área total de 20,2 km² (7,8 mi²), de la cual 20,1 km² (7,8 mi²) es tierra y 0 km² (0 mi²) (0.13%) es agua.

### Localidades adyacentes
El siguiente diagrama muestra a las localidades en un radio de 16 kilómetros (9,9 mi) de Sherrills Ford.

## Demografía
En el 2000 la renta per cápita promedia del hogar era de $41.406, y el ingreso promedio para una familia era de $49.279. El ingreso per cápita para la localidad era de $18.001. En 2000 los hombres tenían un ingreso per cápita de $29.922 contra $30.400 para las mujeres. Alrededor del 6.50% de la población estaba bajo el umbral de pobreza nacional.